# O Crux ave, spes unica

O Crux ave, spes unica est une expression latine qui signifie : « Salut, ô Croix, [notre] unique espérance ». Elle forme le premier vers de l'avant dernière strophe de l'hymne liturgique "Vexilla Regis prodeunt". Cette hymne a été adoptée par la liturgie latine comme hymne durant le temps de la Passion (avant dernière semaine du Carême), ainsi que le 3 mai (fête de l'invention ou découverte de la Sainte Croix) et le 14 septembre (Exaltation de la Sainte Croix). A l'occasion de son adoption pour la liturgie du temps de la Passion, on lui a ajouté la strophe 
O Crux ave, spes unica,/ 
Hoc Passiónis témpore,/ 
Auge piis justítiam,/ 
Reísque dona véniam. 
Salut, o Croix, unique espoir, /
En ce temps de la Passion /
Augmente la justice des gens de bien, /
Et aux coupables donne le pardon. 

Ce chant était à l'origine un poème composé par Venance Fortunat. D'après les plus anciens manuscrits conservés, sa version originelle ne contenait pas cette strophe. L'hymne subit au XIe siècle, une modification de structure. La locution "O crux Ave..." est le premier verset de la sixième strophe de cette version, déjà adoptée dans la version de 1535 et reprise comme telle en 1632 par l'hymnaire du bréviaire du Concile de Trente corrigé par Urbain VIII.

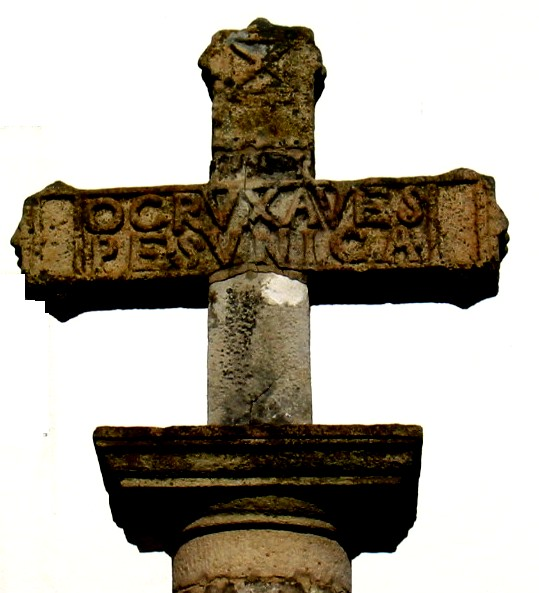
O Crux, ave... sur une vieille croix, près de l'église d'Hendaye

Au XXe siècle, lors de la restauration de l'église, datée du XIe siècle, de l'abbaye Sainte-Croix de Poitiers qui est liée à la tradition, François Eygun découvrit, une inscription O CRUX A. Cela serait un témoignage de ce remaniement de l'hymne.

## Localisation
La salutation chrétienne O Crux ave, spes unica se trouve fréquemment inscrite sur des croix et calvaires publics. Ainsi :
- À Bannoncourt, Chailly-lès-Ennery, Ennery, Hendaye, Louhossoa, Lemud, Raon-l'Étape, Châtel-Saint-Germain et d’autres.
- On trouvait également la locution, abrégée en Spes Unica, sur le socle de la croix de l'Évangile à Paris.
- À Paris, en l'église Saint-Louis d'Antin, au dessus d'un crucifix dans l'une des chapelles latérales.
- En Bretagne, ces mots « O crux ave spes unica » se retrouvent sur de nombreuses croix de calvaire. Par exemple, sur la croix du calvaire des Boisgelin, marquis et vicomte de Pléhédel, en Côtes-d'Armor, où se trouvent leurs tombeaux, en pleine forêt du domaine et château des Boisgelin, mais également dans le lieu-dit « La ville Polo », commune de Trégueux, à l'entrée d'un petit passage conduisant à la chapelle locale.
- La Congrégation de Sainte-Croix, fondée en 1837, inclut une partie de l'expression (spes unica) sur son logo.
- À Douzillac en Dordogne, non loin de l'église, avec 3 marches pour y accéder datant du début XXe siècle.
- A Sarreguemines en Moselle, non loin de l'église de l'ancien village de Folpersviller, dans un jardin privé.
- Au château de Menthon-Saint-Bernard en Haute-Savoie. En dessous de l'autel derrière la grille d'entrée.

## Galerie
|                                                        |
| Locution sur la tombe d'August Strindberg à Stockholm. |

|                                            |
| Ce qui se trouve sur une voie de Bornheim. |

|                |
| Avec sa croix. |

|                                                 |
| Sur la place Aristide Briand à Thizy-les-Bourgs |

|                                   |
| Calvaire de Rosières-aux-Salines. |

|                                                         |
| Le spes unica sur le logo d'une congrégation religieuse |

## Composition musicale

### À la Renaissance
- Alexandre Agricola (vers 1445 - † 1506) : hymne[4]
- Antoine Brumel (vers 1460 - † vers 1513) : hymne[5]
- Ludwig Senfl (vers 1486 - † vers 1543) : motet à 3 voix avec 3 textes y compris O Crux[6]
- Cristóbal de Morales (vers 1500 - † 1553) : motet à 5 voix (1543)[7] [partition en ligne]
- Jacques de Wert (1535 - † 1596) : motet à 5 voix[8]

### Musique baroque
- Antoine Boësset (1587 - † 1643) : motet à 4 voix avec orgue[9]
- Nicolas Lebègue (vers 1631 - † 1702) : motet à 2 voix avec basse continue, pour la Semaine sainte (1687)[10]
- Marc-Antoine Charpentier (1643 - † 1704) :
  - motet pour haute-contre et basse avec basse continue, pour le temps de la Passion, H349[11]
  - motet pour le dimanche de la Passion à 3 voix avec basse continue, H351[12]

### Musique classique
- Fernando Sor (1778 - † 1839) : hymne religieuse à 4 voix[13]

## Article lié
- Vexilla Regis